# グレートレース
『グレートレース』（The Great Race）は、1965年に製作されたアメリカのドタバタコメディ映画。同年のアカデミー賞音響効果賞を受賞した。監督はブレイク・エドワーズ。
この映画は1908年に実際に行われたニューヨークからパリまでの自動車レース（1908 New York to Paris Race）をモチーフにして、おおよそ22,000マイル（約35,000キロ）のコースとその時期を実話に合わせて話を展開させている。映画史上最大のパイ投げ合戦シーンなど、サイレント映画の手法やギャグが多く使われている。
主演はトニー・カーティス、ジャック・レモン、ナタリー・ウッドで、カーティスとレモンは『お熱いのがお好き』で共演し、カーティスとウッドは『求婚専科』で共演している。これに後に「刑事コロンボ」で刑事役を演じたピーター・フォークが悪役でコメディアンの片鱗を見せている。

## あらすじ
20世紀に入ってまだ間もない1908年。向こう見ずな冒険家のグレート・レスリー（トニー・カーティス）はさまざまなスピード記録や脱出ショーの興行の成功で名声と富を獲得していたが、彼を目の敵にして張り合うフェイト教授（ジャック・レモン）の興行は、いつも失敗して悲惨な結果に終わっていた。レスリーが企業家やメディアの賞賛を集めているのに対し、フェイトは奇怪な屋敷の中で怪しげな研究に没頭しながら、レスリーに対する悪意ある競争心を燃やしていた。
レスリーが巨大な気球を飛ばすとフェイトは助手のマックス（ピーター・フォーク）と共に妨害し、レスリーが快速モーターボートに乗って湖水を走るとレーダー装置を付けた魚雷を走らせたりしている。しかしどちらも失敗して自分達が痛い目に会っている。
そしてレスリーはアメリカの自動車業界にニューヨークからパリまでの一大レースの開催を提案した。早速ウェバー自動車の援助により高性能の大型オープンカー「レスリー・スペシャル号」を獲得した。これに対し、フェイトは独自に前部に大砲があり、後方に煙幕装置を備え、車輪が六輪あるジェームズ・ボンドばりのスーパーカー「ハンニバル8号」を開発し、レスリーの準備に対するさまざまな妨害工作を行っては毎回のように失敗しながら、レースに備えていた。その頃、有力新聞ニューヨーク・センチネル紙の編集室にマギー・デュボア（ナタリー・ウッド）が、自分をこのレースの取材記者として採用するよう編集長に談判し、強引に契約を認めさせる。マギーが記者としてレスリーを取材に行くと丁寧に迎えられるが、女の新聞記者ということに違和感を隠さず、女性の能力や社会的地位あるいは権利についてマギーとの意見の相違を際立たせることになった。次にフェイト宅を訪問するが、相手にされず乱暴に追い返されてしまう。マギーは新聞社の調達した自動車でレースにエントリーし、優勝の記事を書くために自分が優勝しなければならないと言う。
いよいよレースが始まろうとしている時に、フェイトの命令でマックスが各参加車に途中で車輪が外れたり、ハンドルが外れたりする妨害工作を行った。しかし一つミスがあり、自分の車にも細工してエンジンが外れるハプニングがあった。レスリーとマギーの自動車はこの工作を免れるが、マギーの車は一時先頭に立ったが途中で装備が不十分だったので中西部の砂漠地帯で故障して動かなくなり、彼女は通りかかったレスリーの自動車に拾われて次の経由地までという条件で乗車を許され、先に進む。こうしてレースはレスリーとフェイトの自動車だけが残るが、その間に美しい女性マギーがからんで話が進行する。重要な給油地である西部の小都市ボラーチョに立ち寄ったレスリーが市長主催の歓迎パーティーに参加して、しかも大乱闘に巻き込まれているうちに、フェイトとマックスはガソリンを自分の車に必要なだけを盗み、残りを燃やして一足先に出発する。しかも何故かマギーが一緒であった。燃料を確保できなくなったレスリーは仕方なく自動車を馬が引いて出発した。そして、途中でフェイトの車から降ろされたマギーに会い、彼女は取材記事を送るために持っている伝書鳩で燃料を注文すれば、次の経由地につくと同時に自分がガソリンを確保できるという話を持ちかけ、車に乗ると同時にガソリンを注文する伝書鳩を飛ばす。そして次の経由地グロメットに着いて、燃料を受け取ろうとしたときに、自分の署名がなければ燃料を引き渡してもらえないという事情に付け入ってそのままレースに同行させるよう迫り、レスリーの忠実な相棒でメカニックのヘゼカイア（キーナン・ウィン）が強烈に反対すると、彼を騙してニューヨーク行きの汽車に乗せて、追い払ってしまう。
アラスカまで進んだ2台の自動車は、偶然に並んで零下40度の吹雪の中で立ち往生したが、そのとき白熊に追われてフェイトとマックスがレスリーの自動車に逃げ込み、寒さを防ぐために4人で毛布に包まる。翌朝目がさめると、2台の自動車を乗せた部分は裂けて氷山と化し、海上で漂流していた。フェイトやマギーが絶望に落ち込むなか、レスリーは毎日定期的に氷山の溶け具合を計測して潮流を計算すると、氷山が溶ける前にロシアのシベリアの海岸に漂着すると予測し、その通りになる。
シベリアに漂着したとき、そこにはマギーが騙して追い払ったヘゼカイアが待っていたためにマギーはレスリーから責められる。彼女がレスリーの弱点であるとともにアキレス腱であることに気づいたフェイトは、レースから彼女が居なくならないよう彼女を奪って先に進む。
ロシアのトボルスクに着くと、人々が出迎えたが不気味な沈黙があり、マギーがロシア語で話すと一斉に歓声が上がった。そしてロシアを過ぎて、中欧の小さな国カルパニア王国の首都ポッツドルフに通りかかったが、そこではフェイト教授と瓜二つの皇太子ハプニック（ジャック・レモンの二役）が王位継承の戴冠式を控えていた。フォン・ステュッペ男爵（ロス・マーティン）とキュスター将軍（ジョージ・マクレディ）は皇太子を亡きものにする陰謀を企んでいたが、フェイトが皇太子と瓜二つであることに気づくと替え玉にしようと目論み、フェイトと彼の同乗者であるマックスとマギーを捕らえる。マックスが脱出してレスリーに助けを求め、レスリーがマギーの救出に向かい男爵とフェッシングで対決するが男爵に逃げられる。戴冠式の日、新国王の替え玉となって式に参列したフェイトをマックスが救出して、フェイトに将軍にレスリーやマギーらが追跡して、祝宴を控えて大量のケーキやパイを製作中のケーキ工場に突入し、そこでパイ投げ合戦に発展する。一同がパイまみれになっていくなか、レスリーだけが上手にパイを避けて無傷でいたが、マギーがパイを持ってよろけたときにパイを顔にぶつけられ、全員がパイまみれになりながら、車に乗って退散する。
その夜、レスリーらが自動車を止めて野営しているとき、再びレスリーに同行しているマギーが川で身体を洗って衣服を乾かしており、ヘゼカイアが残していったギターを取り上げて「The Sweetheart Tree(スィートハート・ツリー)」の唄を歌う。「森の中に恋人達の木があり、その木にあなたの名と私の名を刻み、キスをすると木は純白の花で覆われて、2人の愛は永遠のものになる」という歌詞を聞いたレスリーがマギーにキスすると、マギーはレスリーの頬を叩いて逃げる。
いよいよパリ市街に入り、ゴールに到着する寸前の車中で、レスリーとマギーは男女の関係と役割についての論争(要するに痴話ゲンカ)を白熱させていた。ところが、ゴール寸前数メートル前に来たときにレスリーは突然、マギーへの愛を証明すると言って自動車を止めて、マギーの唇を奪い、愛の告白をする。このためフェイトとマックスの車が、レスリーとマギーの車を追い越して、結果はレスリーが負ける。しかしレースに勝ったはずのフェイトは喜びもつかの間、勝ちを譲られたことに再びヘソを曲げ、このレースはインチキだとしてレースのやり直しを要求する。やり直しのグレートレースはパリからニューヨークまでのレースで、新婚のレスリーとマギー、フェイトとマックスが再び出発する。ここでフェイトが仕掛けてまたマックスがドジを踏んでエッフェル塔を倒壊させる最大最後のギャグが入り、映画は大団円となる。

## キャスト
| 役名                               | 俳優                   | 日本語吹替 |
| 役名                               | 俳優                   | NET版 |
| ---------------------------------- | ---------------------- | --- |
| フェイト教授/皇太子ハプニック      | ジャック・レモン       | 愛川欽也 |
| グレート・レスリー・ギャラント三世 | トニー・カーティス     | 広川太一郎 |
| マギー・デュボア                   | ナタリー・ウッド       | 小原乃梨子 |
| マクシミリアン（マックス）・ミーン | ピーター・フォーク     | 穂積隆信 |
| ヘゼカイア・スターディ             | キーナン・ウィン       | 富田耕生 |
| ヘンリー・グッドボディ             | アーサー・オコンネル   | 宮川洋一 |
| へスター・グッドボディ             | ヴィヴィアン・ヴァンス | 麻生美代子 |
| リリー・オーレイ                   | ドロシー・プロヴァイン | |
| テキサス・ジャック                 | ラリー・ストーチ       | |
| ロルフ・フォン・ステュッペ男爵     | ロス・マーティン       | 小林清志 |
| キュスター将軍                     | ジョージ・マクレディ   | 北村弘一 |
| フリスビー                         | マーヴィン・カプラン   | たてかべ和也 |
| ボラーチョの市長                   | ハル・スミス           | |
| ボラーチョの保安官                 | デンヴァー・パイル     | |
| 不明 その他                        | N/A                    | 今西正男 加藤正之 緑川稔 仲木隆司 上田敏也 塩見竜介 清川元夢 和田啓 菊間裕子 渡辺典子 徳丸完 田中康郎 渡部猛 日高晤郎 三島優子 春日逸美 松井恵子 田崎麻里子 秋野真理子 |
| 日本語版スタッフ                   |                        | |
| 演出                               | 演出                   | 春日正伸 |
| 翻訳                               | 翻訳                   | 進藤光太 |
| 効果                               | 効果                   | PAG |
| 調整                               | 調整                   | 山田太平 |
| 制作                               | 制作                   | 日米通信社 |
| 解説                               | 解説                   | 淀川長治 |
| 初回放送                           | 初回放送               | 1974年6月2日・9日 『日曜洋画劇場』 |

※ソフト未収録。2016年に行われた「吹替音声を収録して発売してほしいブルーレイ・DVDは？」というアンケートでは、この吹替が挙げられている。

## その他の出演と撮影地
- ウィーン・フィルハーモニー管弦楽団。ウィーン少年合唱団。
- ホフブルク宮殿（ウィーン）。アニフ城（英語版、ドイツ語版）（ザルツブルク）。エッフェル塔（パリ）。

## エピソード
- ブレイク・エドワーズは、オープニングでかつてのニッケルオデオンでの映画上映の状況を表現している。主人公と悪役が現れたときの観客の反応、フィルムがずれたり焼きついたりする懐かしき映画創成期へのオマージュを込めたオープニングである。
- 善玉と悪玉がはっきりとしており、善玉カーテイスは服から車まで白色ずくめ、悪玉レモンは服も車も黒色ずくめ。そしてナタリー・ウッドは座っている椅子もテーブルもピンクで、最大の見せ場であるパイ投げでも赤い制服の下から見せるコルセットはピンク色であった。
- そのパイ投げ合戦は、サイレント時代のドタバタコメディーでお馴染みのシーンだが、これをカラーのワイドスクリーンで派手に行い、公開当時に映画史上最大のパイ投げ合戦と言われた。使った本物のパイは約5,000個。これに約3mの高さのデコレーションケーキがあり、このデコレーションケーキにまずフェイト役のジャック・レモンが頭から突っ込んで全身白づくめになってパイを鷲掴みにして投げ返したところから、パイ合戦はスタートした。オレンジ・バナナ・チェリー・いちご等のパイが凄まじい勢いで飛び交い、ナタリー・ウッドがこれまたコルセット丸見えの士官候補生の制服で合戦に参加して投げ合い、二役のジャック・レモンがもう一人の皇太子ハプニック役で再度デコレーションケーキに逆さまに落ちる場面があった。ようやくブレイク・エドワーズ監督が「カット」を命じて撮影が終わった時は、出演した俳優陣はすべて全身パイだらけであった。そして撮影が終わった俳優たちは、それからもう1回パイを投げ合った。今度は監督に仕返しの集中攻撃をするために。
- 映画の見どころは悪玉ジャック・レモンとピーター・フォークが繰り出す様々な大道具である。①空中飛行自転車「ダブル・スチール号」は二人でペダルを漕ぎながら飛行船のように空を浮遊する。途中で落下した。②特殊潜航艇「ドクロ号」は変な潜水艦。③対空砲「マストドン」は飛行船を撃ち抜く。④特殊魚雷「死神エイト号」はモーター音を探査して徹底的に喰らいついて爆破するもの。快速ボートを追いかけさせて自分達は自動車で去って行ったが、途中で自動車のエンジン音で逆に自分達の車が追いかけられて痛い目に会った。⑤スーパーカー「ハンニバル8号」は黒ずくめのモンスターカーで、全長5m、全幅2.2m、高さ2.5m。また上に2.5m盛り上がる六輪車である。⑥超高速ロケット「火の玉号」は空に舞い上がったがすぐに失速して鳥小屋に墜落した。
- トニー・カーティスとジャック・レモンのそれぞれの特製クラシックカー、「レスリー・スペシャル号」と「ハンニバル8号」は生産に10万ドル以上を費やして文字通りのスペシャルカーである。
- ナタリー・ウッドがこの映画の中で歌っている「The Sweetheart Tree」はこの映画の主題歌でもある。ナタリーが歌っている時に映画の画面の下に歌詞の字幕が現れて、現代のカラオケ画面のように今歌う個所が分かるようになっていた。
- 実際に「The Sweetheart Tree」を歌っているのは ナタリー・ウッドではなく、Jackie Wardが吹替えている。2017発売のLimited editionのサウンドトラック盤(3枚組)には2takeが収録されている。
- エドワーズ監督自身はヒッチコックのように映画の中で少し出演している。酒場での乱闘シーンでチョビ髭で山高帽をかぶってカウンターにいる姿で映っている。
- 製作当時の1960年代半ばは女性人権運動が盛んになった頃でその雰囲気をコメディーのなかに織り交ぜている。ニューヨーク・センチネル紙の社長夫人も人権運動家としての側面を見せている。演じているヴィヴィアン・ヴァンスは当時テレビの人気番組「ルーシーショー」にレギュラー出演している。
- 酒場の歌手リリーで出演しているドロシー・プロヴァインは、製作会社ワーナーブラザースがテレビ映画として製作した「ローリング20」(日本放映時は「マンハッタンスキャンダル」)に出演している。またこの前年にシネラマで撮影されたコメディ映画「おかしなおかしなおかしな世界」にも出演している。なおピーター・フォークもこの「おかしなおかしなおかしな世界」に端役で出演していて、二人ともテレビ映画での出演が多い。
- 製作当初は600万ドルの予算であったが、ブレイク・エドワーズ監督の細かい要求を受け入れているうちに、1,200万ドルに達し、コメディ映画としては当時ハリウッド史上最大の規模となった。
- なお、1968年からCBSで放送されたテレビアニメ『チキチキマシン猛レース』は本作を元ネタとしており、日本でも1970年にテレビ放送された。